# Philippinische Badmintonmeisterschaft 1949
Die Philippinische Badmintonmeisterschaft 1949 fand in Manila statt. Es war die erste Austragung der nationalen Titelkämpfe der Philippinen im Badminton.	

## Titelträger
| Disziplin    | Sieger                              |
| ------------ | ----------------------------------- |
| Herreneinzel | Adriano Torres                      |
| Dameneinzel  | F. D. Icasa                         |
| Herrendoppel | Federico Santos Jeremias Cortez     |
| Damendoppel  | Maria A. Bosque Consuelo G. Paredes |
| Mixed        | Quirino Ynchausti J. Pineda         |